# Shuar
Gli Shuar o Jívaro sono una tribù indigena ubicata nel sud ovest della foresta Amazzonica, nella zona di Ecuador e una parte del Perù. 
 I termini Jívaros o Jibaros sono dispregiativi, perché significano "barbari"; essi si autodefiniscono Nujínmanya Shiwiár (ossia Shuar) nella lingua Shuar, che veniva pronunciato Shiva o Shiua e significa "popolo"; vengono chiamati anche "difensori della natura". Il popolo Shuar è riuscito a resistere al dominio dell'impero Inca e a quello degli spagnoli. Attualmente si trovano a lottare per il proprio territorio e le proprie credenze contro l'occidentalizzazione e l'espansione delle multinazionali.
Abili guerrieri, usavano cerbottane, archi, lance e scudi e sono famosi per l'usanza di conservare rimpicciolite le teste dei nemici uccisi in battaglia, chiamate tsantsas, affumicate con un complicato procedimento.

## Storia
Gli Shuar, già prima della conquista spagnola, occupavano la regione amazzonica e in particolare confinavano a ovest con l'Impero Inca.
All'inizio del XVI secolo l'imperatore Inca Huayna Cápac cercò di conquistare la regione Bracamoros, ubicata a quei tempi nella parte superiore dei fiumi Zamora e Chinchipe. Il popolo Shuar però seppe resistere a tale minaccia, mettendo in fuga massiva tutto l'esercito comandato da Huayna Capac.
L'Impero Inca non fu però l'unico interessato a dominare tale territorio. Dopo l'invasione spagnola e la sconfitta dell'impero Inca intorno al 1534, Hernando de Benavente scese fino alle rive del Rio Paute. Benavente si vide costretto a fuggire, insieme al suo esercito, dopo aver trovato gli indigeni del territorio, gli Shuar. Egli stesso scrisse una lettera alla Real Audiencia de Espana, cercando di giustificarsi poiché non riuscì a portare a termine la sua impresa.
Dopo vari anni il Viceré del Perù, Antonio de Mendoza, intorno al 1552, decise di avviare una nuova spedizione. Insieme a suoi uomini riuscì a stabilire un accordo con gli Shuar, basato sul commercio: tali trattati avrebbero aiutato i conquistadores ad addentrarsi nel territorio indigeno (in prossimità del Rio Paute, Zamora e Upano) per poi estrarre l'oro dalle miniere. 
L'avidità dei conquistadores, però li portò a pretendere un contributo in polvere d'oro dagli abitanti, sia dagli indigeni, sia dagli spagnoli stessi che “lavoravano” per il Governatore di Macas, come dimostrazione di fedeltà al re.
Questo, provocò l'immediata ribellione sia tra i nativi sia tra i coloni; a questi ultimi, che nominarono diversi rappresentanti, il Governatore rese il contributo volontario; gli Shuar, però, non furono informati di questa notizia e la cosa scatenò una violenta ribellione contro gli spagnoli.
Gli Shuar uccisero i colonizzatori, nelle loro stesse case. Il governatore, si racconta, fu condannato a una tragica morte: gli fu fatto ingoiare oro fuso. Fu così che xìbaro (e poi jìvaro) divenne un termine significante selvaggio, barbaro; il terrore provocato dalla notizia di tale impresa, in realtà probabilmente un topos rappresentativo della ferocia degli indigeni, si sparse con il nome di chi l'avrebbe compiuta.
Da quel momento solo qualche missionario, come il gesuita Juan Lorenzo Lucero, si avventurò in nelle zone shuar, spesso con esiti infausti; solo nel 1767 una spedizione di missionari spagnoli ricevette doni dagli Shuar, incluse alcune teste di bianchi uccisi nelle precedenti spedizioni.
Fino al 1870, quindi, Macas rimase l'unico insediamento bianco in terre ostili; attraverso il lungo e pericoloso sentiero prima citato che portava a Riobamba, riuscivano a procurarsi machete, asce, armi e tutti i beni necessari alla comunità; furono ripetutamente attaccati dai guerrieri indigeni e diverse volte dovettero ricostruire il loro insediamento; ma il possesso delle armi da fuoco rese possibile la loro sopravvivenza finché verso la metà del XIX secolo non iniziò un pacifico commercio tra le due popolazioni che consisteva soprattutto in scambi di maiali per armi e attrezzi.
Il commercio tra gli abitanti di Macas, e gli Shuar aumentò al punto che alcuni di questi ultimi cominciarono a fare da mediatori.
Dopo l'arrivo dei gesuiti e la divisione del territorio in provincie, le quali furono spartite tra Francescani e Domenicani nel 1887, tocco ai Salesiani addentrarsi all'interno del territorio, oramai non più del tutto Shuar. Essi fondarono le prime missioni nelle vicinanze del Rio Paute intorno al 1924 e rimarranno lì per vari decenni questa volta però cercando di creare una vera e propria comunità di tipo cristiano 
Fu proprio partendo dalla missione di Macas che il salesiano di origine italiana (Parma) don Angelo Rouby, divenne l'amico del popolo Shuar allora forzatamente costretto a ritirarsi in un territorio sempre più limitato per l’avanzare dei coloni bianchi che miravano a fare schiavi. Don Rouby (discendente di Guillaume Rouby de Cals chiamato a Parma dalla Francia nel '700 come amministratore dal ministro del ducato Du Tillot) ordinato sacerdote a Cuenca al quale è attualmente dedicato l'omonimo villaggio oltre il fiume Upano, fu il primo a imparare perfettamente la lingua Shuar, con la quale aveva costruito legami profondi con gli abitanti delle foreste, e quindi anche a metterla per iscritto romanizzandola, e compilandone la grammatica, la sintassi e il vocabolario. Divenuto uno di loro, ne curò gli ammalati, rappacificò odi inveterati e impedì le frequenti rivalità fratricide facendosi amare da tutti, finché nel 1939 fu riconosciuto dal governo dell’Ecuador come proprio inviato, per riportare pace nella zona e consentire ai Kivari di reggersi autonomamente, mediante la concessione di un’area protetta (reducción) che impedisse ai bianchi di entrare per qualunque motivo. Risulta che fosse proprio il governo a finanziare con una somma ragguardevole l’ultimo viaggio del Rouby, necessario per esplorare le zone interne del Paese e fissare la delimitazione dei confini del nuovo territorio. Ma fu proprio in questo viaggio che le acque del fiume Yaupí-Unta-Mangosiza travolsero la canoa sulla quale don Rouby che aveva allora 31 anni ed era partito da Macas il 14 agosto viaggiava, facendolo scomparire tra i flutti insieme al confratello laico salesiano Isidoro Bigatti. Il Senato dell’Ecuador e il presidente della Repubblica ecuadoriana lo commemorarono con parole di grande stima.

## Territorio
Gli Shuar attualmente, si ubicano nella regione Oriente dell'Ecuador e una parte nel Perù settentrionale, sui pendii delle Ande sudorientali e nel bacino dei fiumi Marañón, Santiago e alto Pastaza, una parte della comunità arriva fino al parco nazionale Yasunì.
Dalla metà del novecento l'autonomia culturale degli Shuar e i loro diritti sulla terra sono stati messi in pericolo dai programmi nazionali e regionali di colonizzazione nel territorio di loro tradizionale appartenenza. Per far fronte a questa situazione è stata costituita nel 1964 la Federazione dei centri Shuar con l'aiuto dei missionari salesiani.
Uno dei pericoli fondamentali che devono affrontare le diverse culture oltre a quella degli Shuar e le milioni di specie animali e vegetali dell'Oriente ecuadoriano è senza dubbio la minaccia petrolifera da parte delle multinazionali, che cercano di sfruttare il suolo senza tener conto delle conseguenze ambientali che possono causare.
Varie iniziative sono state create per difendere l'ecosistema, cercando di lasciare il petrolio sotto terra, la più importante è stata l'iniziativa Yasuní-ITT, la quale sin dal 2013 ha iniziato a perdere posizione, poiché il presidente dello stato nazionale ecuadoriano Rafael Correa ha deciso di portare avanti un progetto di sfruttamento del petrolio amazzonico, sostenendo che potrebbe portare benefici economici a tutto il Paese.
“Gli Shuar hanno deciso di prendere in mano il problema e affrontarlo come guerrieri difensori della natura” e loro fanno ricorso anche a una lotta estremista, insieme ad altre tribù della zona in questione.

## Economia
Gli Shuar si occupano del settore economico primario e secondario, consumano ciò che producono. Praticano la caccia e l'orticultura, la quale è uno dei principali ruoli della donna all'interno della comunità poiché i prodotti che vengono ricavati non servono soltanto alla propria famiglia, essi sono un bene comune. I prodotti principali che vengono ricavati sono la manioca, il mais, i fagioli e la patate dolci. Questi vengono scambiati reciprocamente tra i diversi membri della comunità e costituiscono uno dei principali mezzi di sussistenza. Negli ultimi decenni del novecento è stata introdotta la moneta come mezzo di scambio ma la maggior parte preferisce continuare con lo scambio reciproco dei prodotti ovvero il baratto.

## Religione
Gli Shuar seguono un profondo cammino spirituale pagano e politeista, ricco di miti e storie; le loro credenze si basano sugli spiriti che governano le leggi della natura, la volontà degli uomini e le loro vite quotidiane.
Secondo il modello cosmologico degli Shuar, l'universo è diviso in cielo, terra e sottosuolo. La terra è un'isola dove prevalgono le lotte e le guerre, cagionate dall'uomo. Il cielo è il mondo di un essere potente, Ayumpùm, padrone della vita e della morte. Nel cielo vivono anche il sole, Etsa, i cui poteri aiutano gli uomini nella caccia, e Shakaim che dà agli uomini la forza per svolgere il loro lavoro nella foresta ed ha insegnato loro a costruire le case, a tessere, a seminare il mais e a tagliare la foresta. Si pensa che nei primi tempi una liana connetteva il cielo e la terra permettendo agli uomini di viaggiare fra i due mondi. Il sottosuolo è il regno di Nunkui, che è il responsabile dell'abbondanza nell'orticultura e grazie al quale la donna shuar imparò a partorire e a lavorare.
Oltre alle figure già citate esistono anche: Tsunki il cui potere prevale sull'acqua e aiuta gli uomini con la pesca e Shakaim invece è l'incaricato della terra e del lavoro agricolo. Il male viene rappresentato da Iwia e poi ci sono anche gli Arùtam. Insieme sono una potenza divina immensa che permea l'Universo e la Terra, che produce effetti concreti e che modella questa realtà. L'Arùtam assume forme diverse in questo mondo, e ciascuna ha con sé differenti Poteri e che pure vengono chiamate "gli arútam". Gli arútam sono in un certo senso degli dèi primordiali che governano il potere, la fortuna e la sfortuna, la felicità e l'infelicità degli esseri viventi.
Gli arútam assumono le forme di alcuni animali della Selva Amazzonica o di altri poderosi fenomeni naturali, come il fulmine e l'uragano, sono anche gli antenati degli Shuar che si mantengono in continuo contatto con gli uomini.
Il momento più importante a livello spirituale per lo Shuar avviene quando egli va in cerca dei propri antenati alla Cascata Sacra, in quel momento gli arútam entrano in contatto diretto con lo Shuar.

### Il concetto di anima
Secondo gli Shuar, oltre all'anima vera, detta nekás wakán (nel cristianesimo sarebbe l'anima ordinaria), che ci accompagna fin dal principio e con cui ci identifichiamo, ce ne sono almeno altre due che si creano in determinate condizioni.
- Una è detta muísak wakán (wakán o wakáni significa "anima, ombra, immagine") ed è un'anima di vendetta. Si genera pochi giorni dopo la morte, se la persona è stata uccisa. Va in cerca di compensazione e desidera uccidere a sua volta l'omicida. Ha soltanto il desiderio di vendicarsi e non possiede nessun tipo di ricordo tranne quello della propria morte mediante il quale riesce a trovare l'aggressore.[8]
- La seconda delle "anime acquisite" è chiamata arútma wakán, "anima dell'arútam", poiché è paragonata al potere dell'arútam. Consiste nel dono di un antenato. Questo dono viene consegnato a uno degli uomini Shuar durante un rituale. Se ad esempio otteniamo l'arutam del Giaguaro, significa che un nostro antenato in una delle sue esistenze è stato un Giaguaro e dispone del potere di quell'arútam.[7][8]

Riguardo alla morte, egli pensa che una volta che il corpo inizia a scomporsi anche lo spirito lo fa. Esiste un confine tra la pelle del corpo umano e quello spirituale per cui quando la pelle inizia a consumarsi col passare del tempo anche lo spirito si consuma in pari misura. Anche l'anima, non più tenuta insieme dal corpo spirituale, percorre destini diversi.
Corpo e anima diventano polvere ma l'anima è in grado di risalire sulla terra sotto forma di vita animale o umana ovvero si reincarna.

### L'inculturazione
La fede degli Shuar ha subito una mutazione notevole a causa di un processo di evangelizzazione e di inculturazione tra le popolazioni indigene. Questo processo normalmente permette uno scambio e arricchimento “reciproco” tra culture diverse che si incontrano, in questo caso non è stato di tipo reciproco poiché gli unici a subire una modifica delle proprie credenze sono stati gli shuar. 
Il tentativo è quello di legare le credenze ancestrali al cristianesimo, arricchendo questa fede di elementi tradizionali autoctoni.
Ecco che la traduzione del Vangelo nella lingua indigena e la lettura dei miti in chiave cristiana producono una nuova cultura, in cui la Santa Trinità occupa il primo posto.
Questa strada si è intrapresa con decisione nella Chiesa dopo il Concilio Vaticano II, prima era la Santa Inquisizione ad imporre i propri riti occidentali.
La nuova via è appunto quella di utilizzare e di “valorizzare” la cultura religiosa locale, sicché anche i miti indigeni sono trasformati in storie di salvezza. Il Cristianesimo non è più allora una religione degli stranieri, ma entra nella comunità, diviene una dimensione che gli appartiene.

## Società
Il nucleo sociopolitico fondamentale nella cultura tradizionale shuar è la famiglia. Prima la famiglia era composta da un uomo, le sue mogli e i suoi figli, potevano aggiungersi i genitori dei coniugi, i mariti delle figlie e i parenti orfani. 
Era comune praticare la poligamia e durante i primi anni di matrimonio la residenza era uxorilocale (che si stabilisce nel luogo di residenza della moglie).
La poligamia non viene più praticata tranne che in pochi casi, l'insediamento della Chiesa nel territorio Shuar ha avuto una notevole influenza anche da questo punto di vista.
Tuttora, però, attraverso il matrimonio si formano alleanze tra differenti gruppi di famiglie anche se ogni famiglia deve sopravvivere con le proprie forze e le proprie capacità.
La divisione del lavoro è determinata dal sesso: le donne coltivano, preparano gli alimenti, accudiscono ai figli e producono ceramiche; gli uomini cacciano e pescano, possono avere il ruolo di sciamani, fanno la guerra, producono oggetti di legno e cesti, tessono e costruiscono le case.
Nella società Shuar le attività neutre non esistono: ogni attività di qualsiasi tipo (produttivo, sociale o rituale) è assegnata ad un sesso specifico.

### La Jibaria
Jibaria è il nome con il quale veniva identificata la casa Shuar nella letteratura.
La jibaria era un'ampia struttura di forma ovale in grado di contenere al suo interno una varietà di persone.
La jibaria era più che una casa un habitat, poiché gli uomini stabilivano un rapporto con essa. Era considerata qualcosa di vivente, qualcosa che possedeva uno spirito e si pensava che avesse dei poteri soprannaturali così come gli animali o le piante. Sotto la costruzione venivano sotterrate ossa di animali per evitare che lo spirito della casa producesse dei danni agli abitanti.
Era divisa in due settori al suo interno: il dominio femminile ovvero ekent in cui vivevano le mogli del proprietario, i figli e le figlie sposate e si attuavano le preparazioni del cibo e le cure dei bambini; l'unico uomo autorizzato ad entrare in questa area è il capo della famiglia, e tankàmash, il dominio maschile dove c'erano i letti, i beni del padrone di casa e dei suoi figli maschi adulti. Nel tankàmash si portavano avanti tutte le celebrazioni rituali, le sedute sciamaniche e in un certo senso tutte le attività che coinvolgevano ospiti. Gli uomini potevano decidere se dormire nell'ekent oppure da soli nel tankàmash.
Rappresentava anche una specie di modello dell'universo secondo la cosmologia Shuar. Il tetto della casa rappresentava il cielo, lo spazio interno della casa la terra. Il sottosuolo era simboleggiato dal terreno su cui poggiava e dagli orti che circondano la jibaria. Il pau, ovvero il palo centrale della casa, rappresentava la liana che collegava i due mondi nel passato, il cielo e la terra.

### Centro Shuar

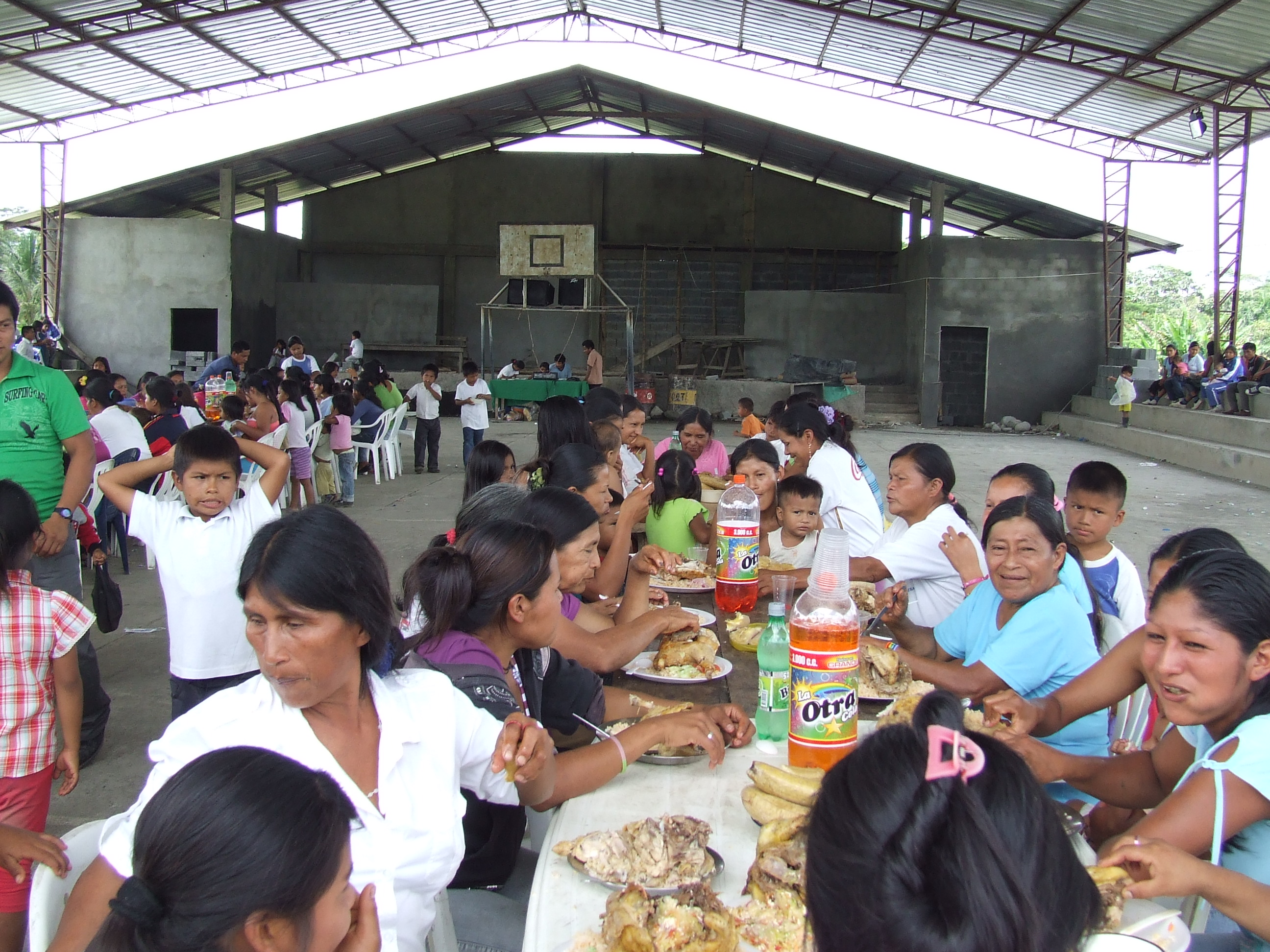
Comunità Shuar nell'attualità

Il centro Shuar è in sé una comunità composta da varie famiglie, possono arrivare fino ad un totale di 40. È nato negli anni sessanta per mano dei missionari salessiani. 
Il Centro Shuar è uno spazio collettivo in cui si trovano: la scuola, la chiesa e una casa comunale. Dopo gli anni sessanta le tradizioni, le credenze, e l'educazione degli Shuar ha subito un forte cambiamento a causa dell'occidentalizzazione. Le case delle singole famiglie sono disperse nella comunità, c'è anche un notevole spazio dedicato alla coltivazione e al pascolo (l'allevamento non era prima praticato dagli Shuar). Ogni centro appartiene a una associazione di Centri Shuar che costituisce un'unità amministrativa più vasta; è amministrato dalle autorità ed è affiliato alla federazione Shuar.
Le attività rituali non avvengono più all'interno della struttura domestica (la jibaria), quindi non è più necessario costruire case capaci di contenere un ampio gruppo di persone, anche perché non è più usuale portare avanti i rituali all'interno delle proprie case.
Con la creazione di queste nuove comunità cambia anche la formazione della famiglia, mediante l'avvenire della monogamia si attua, quindi, anche la riduzione dello spazio, le case vengono ridotte a uno spazio necessario per una donna e i suoi figli.
Vengono costruite anche scuole che si sovrappongono alla funzione educatrice dei genitori e degli anziani e, in tal modo, la scuola sostituisce la casa come punto focale delle attività educative.
Gli effetti della modernizzazione hanno penetrato in tutte le aree della cultura Shuar. 
Negli anni sessanta del novecento i missionari salesiani, arrivati e insediati nel territorio Shuar, pensavano che gli indigeni fossero un popolo che avesse bisogno di un'istruzione di tipo scolastico, per cui prendevano i bambini Shuar e li portavano via dalle proprie case e dalle loro famiglie, essi venivano internati e ricevevano un'educazione cattolica. Questo è stato uno dei fenomeni principali causa della perdita delle tradizioni del popolo Shuar. Inoltre il nucleo comunitario ha sostituito la famiglia estesa come base dell'organizzazione sociopolitica, la moneta è diventata il mezzo di scambio e l'origine di molte rivalità all'interno della comunità stessa e, oltre a quanto già detto, i prodotti provenienti dalle grandi industrie hanno sostituito i prodotti artigianali, è cambiato anche il modo in cui vengono costruite le case, in esse vengono adoperati chiodi di ferro e tetti di zinco.

## Medicina
Lo sciamano nella cultura Shuar così come in altre culture native di America rappresenta uno degli enti più importanti di ogni società, lo sciamano (Uwishìn in lingua Shuar) è l'incaricato di stabilire un contatto tra il mondo terreno e quello ultraterreno, possiede dei poteri che vengono accompagnati da un'ampia gamma di conoscenze. Più esattamente però l'aspirante sciamano acquisisce nel primo periodo dei poteri con poche scarne istruzioni su cosa farne e nessuna informazione su cosa essi siano in realtà. 
In seguito avrà delle istruzioni più approfondite sul Potere che ha acquisito e sta acquisendo, le istruzioni che nascondono dei segreti di cui, l'uomo Shuar, non è ancora consapevole. Solo nell'ultimo periodo, quando già da tempo si sta esercitando, spiriti di grande forza e saggezza gli si presenteranno e gli daranno la vera, completa sapienza sciamanica. 
Durante questo processo di acquisizione del Potere, alla fine del quale lo sciamano riceverà la sabiduria (sapienza) da parte dei grandi spiriti, lo Shuar si reca nella natura per lunghi periodi, in questo tempo lui riesce a capire la relazione esistente, a livello spirituale e materiale, tra uomo e terra.
Per gli Shuar così come per altre culture, l'origine di tutte le malattie sono di origine spirituale. Esse, nel caso della cultura Shuar, provengono da un'Altra Realtà, possono essere “manipolate” però dall'Uwishìn, durante il processo di cura del “paziente”, l'Uwishìn porta con se i Tunchi ovvero una specie animale, solitamente insetti i quali vengono considerati aiutanti dello sciamano, ma non solo, possono svolgere anche una funzione protettiva dettata da chi è nel suo possesso, oltre ai Tunchi lo sciamano tende a invocare l'aiuto dei Pasuk ovvero spiriti che guidano l'Uwishìn a trovare un'anima smarrita oppure l'origine di qualche male.
Per portare avanti la guarigione lo sciamano, per riuscire ad invocare gli spiriti aiutanti e protettori, porta avanti una sorta di rituale, perciò lui utilizza una determinata serie di piante ed altri materiali. Questo è il motivo per cui lo sciamano deve avere un'ampia conoscenza del territorio e della natura.
 Il vero scopo dello sciamano però non è in se la guarigione fisica del singolo individuo ma bensì è quello di aiutarlo a trovare (o ritrovare) un senso nella propria vita, per far passare il volere buono degli spiriti più alti entrando in equilibrio coi propri avi e i propri discendenti, con la propria comunità, con gli uomini, gli esseri viventi e con tutto il cosmo. A questo equilibrio appartiene anche la guarigione fisica. In molti casi si parte da quella per dare un segno alla persona su quale sia la via da seguire, in altri casi invece la guarigione a un malessere non viene considerata opportuna o necessaria.

## Tsantsa

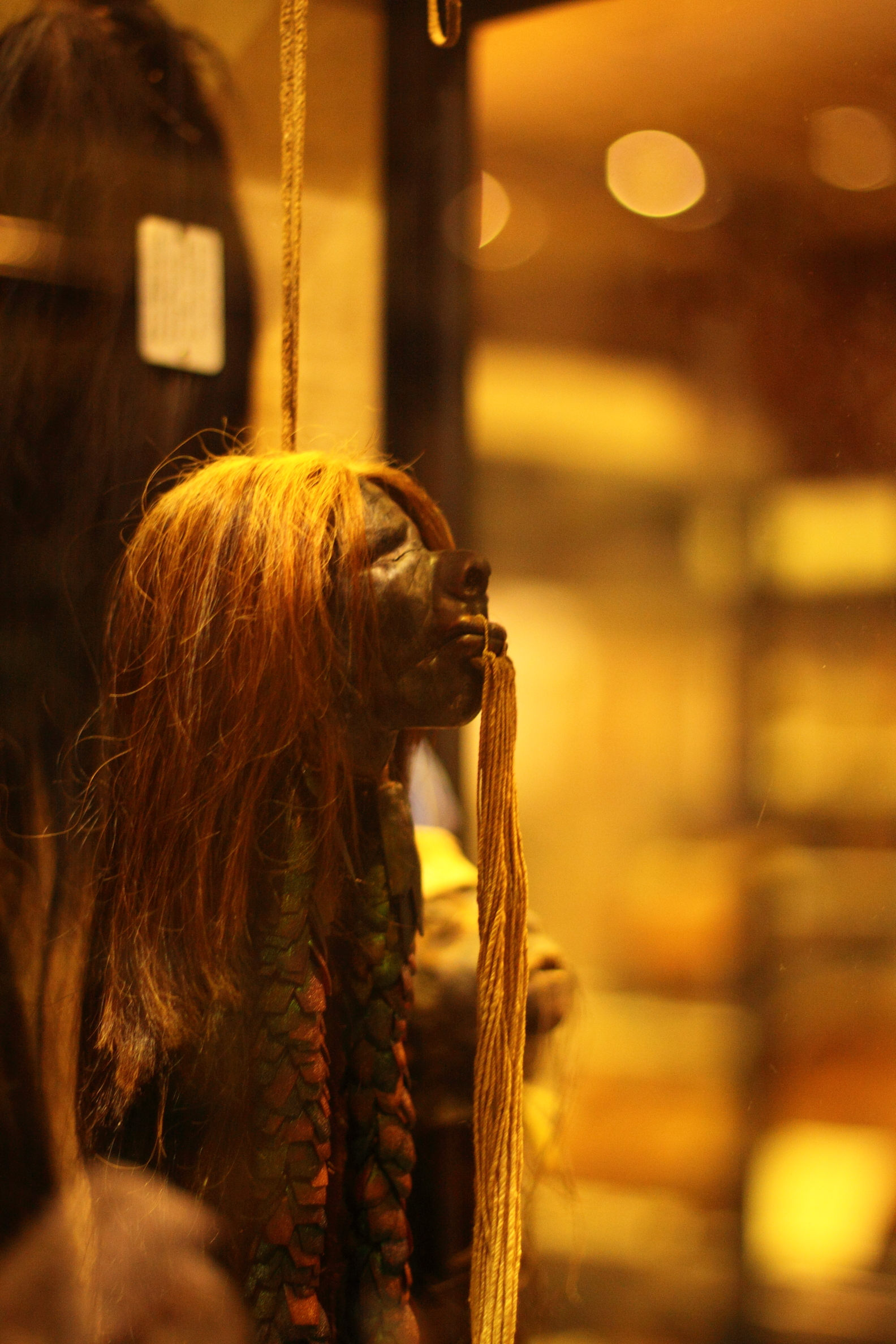
Tsantsa o Cabeza Reducida nel Museo Pitt Rivers, Oxford

Una delle caratteristiche principali della cultura Shuar è il rituale della testa ridotta, ovvero la tsantsa. Attualmente il rituale della tsantsa avviene molto raramente poiché le leggi dello stato nazionale dell'Ecuador lo vietano, ma non solo, questa tradizione è stata persa a causa dell'intervento dei salesiani nella comunità Shuar che ritengono questo rituale barbaro e senza senso così come il resto del mondo occidentale.
Il rituale poteva avvenire soltanto per mano di un guerriero di grande coraggio e con un'ampia preparazione, non tutti potevano farlo.
Per gli antichi guerrieri della cultura Shuar tagliare la testa al nemico di un'altra tribù simboleggiava la fine della guerra tra di esse. 
La testa veniva utilizzata come trofeo ma la ragione principale per cui veniva portato a fine questo rito, era perché si pensava, e si pensa tuttora, che lo spirito del nemico continuasse a vivere anche dopo la morte fisica della persona, uno spirito in grado di tormentare chi l'ha ucciso e la comunità intera, per cui lo spirito vendicatore doveva venire imprigionato dentro la propria testa.
Il rituale avveniva nel seguente modo: dopo aver ucciso il nemico il guerriero Shuar procedeva a tagliare la testa, a separare il cranio dalla pelle e di conseguenza a levare tutti gli organi interni (cervello, occhi ecc...). Per riuscire a levare il cranio e gli altri organi veniva fatto un taglio nella parte posteriore della testa, dopo di che veniva ricucito, così come gli altri fori restanti (occhi, orecchie e bocca).
A questo punto all'interno della borsa di pelle veniva inserita una roccia tonda di dimensioni ridotte. La testa a questo punto veniva sommersa dentro un recipiente con acqua bollente ed erbe aromatiche. Questo rituale veniva accompagnato da una serie dei canti spirituali e avveniva in un luogo nascosto all'interno della giungla.
Più tardi veniva cambiata la roccia per una di dimensioni ancora più piccole. Finalmente si tingeva la testa di nero con carbone e dopo essersi asciugata essa diventava di una consistenza simile a quella del cartone. Col passare del tempo i capelli della tsantsa continuavano a ricrescere anche se di poco e conservava i lineamenti originali del volto.
La tsantsa suscitò un forte interesse negli etnologi, antropologi e collezionisti, arrivando al punto di creare un vero e proprio mercato nero di tsantsas. Per un certo periodo gli Shuar erano disposti a uccidersi a vicenda pur di soddisfare la domanda degli interessati, che senza scrupolo acquistavano questi simboli spirituali come oggetti di collezione.

## Artigianato
Tra gli Shuar una delle attività di più alto rilievo è quella del tessuto. Diversamente dal mondo occidentale, nel mondo Shuar chi si occupa di questa funzione è il maschio. Grazie ai diversi macchinari creati da loro stessi, in modo naturale, essi sono in grado di produrre non soltanto i propri vestiti ma anche prodotti di uso quotidiano per la pesca, come per esempio le reti, o per la raccolta dei prodotti agricoli. Insieme a tessuti vengono impiegate anche le pellicce degli animali le quali prima di essere utilizzate devono essere ben asciutte grazie a dei grossi rettangoli di legno sui quali la pelle viene appoggiata e lavorata. 
I fili impiegati vengono ricavati dalla pianta di cotone (uruch). Quando il cotone viene radunato in quantità sufficiente esso viene avvolto con foglie di diversi tipi, dopo di che il tutto viene legato. I fili prodotti dal cotone si arrotolano intorno al chimpì, ovvero un palo di legno la cui dimensione varia dai 50 ai 60 centimetri, dopo di che si creano i tessili impiegando diverse tecniche di nodi.

## Diffusione nella cultura di massa
Degli Shuar parla lo scrittore Luis Sepúlveda nel suo romanzo Il vecchio che leggeva romanzi d'amore, in quanto il protagonista Antonio José Bolivar ne entra in contatto imparandone tradizioni e metodi di caccia. Nello stesso libro viene citato il rituale Tsantsa.